# Sandymount
Sandymount är en stadsdel i Irlands huvudstad Dublin. Antalet invånare är 8 967.